# Földtan

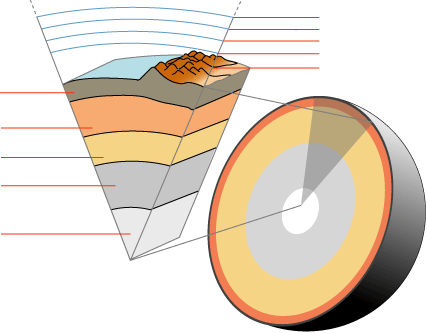
A Föld felépítésének jelentősen egyszerűsített vázlata. Belülről kifelé: belső mag, külső mag, köpeny, felső köpeny, kéreg (troposzféra, sztratoszféra, mezoszféra, termoszféra, exoszféra)

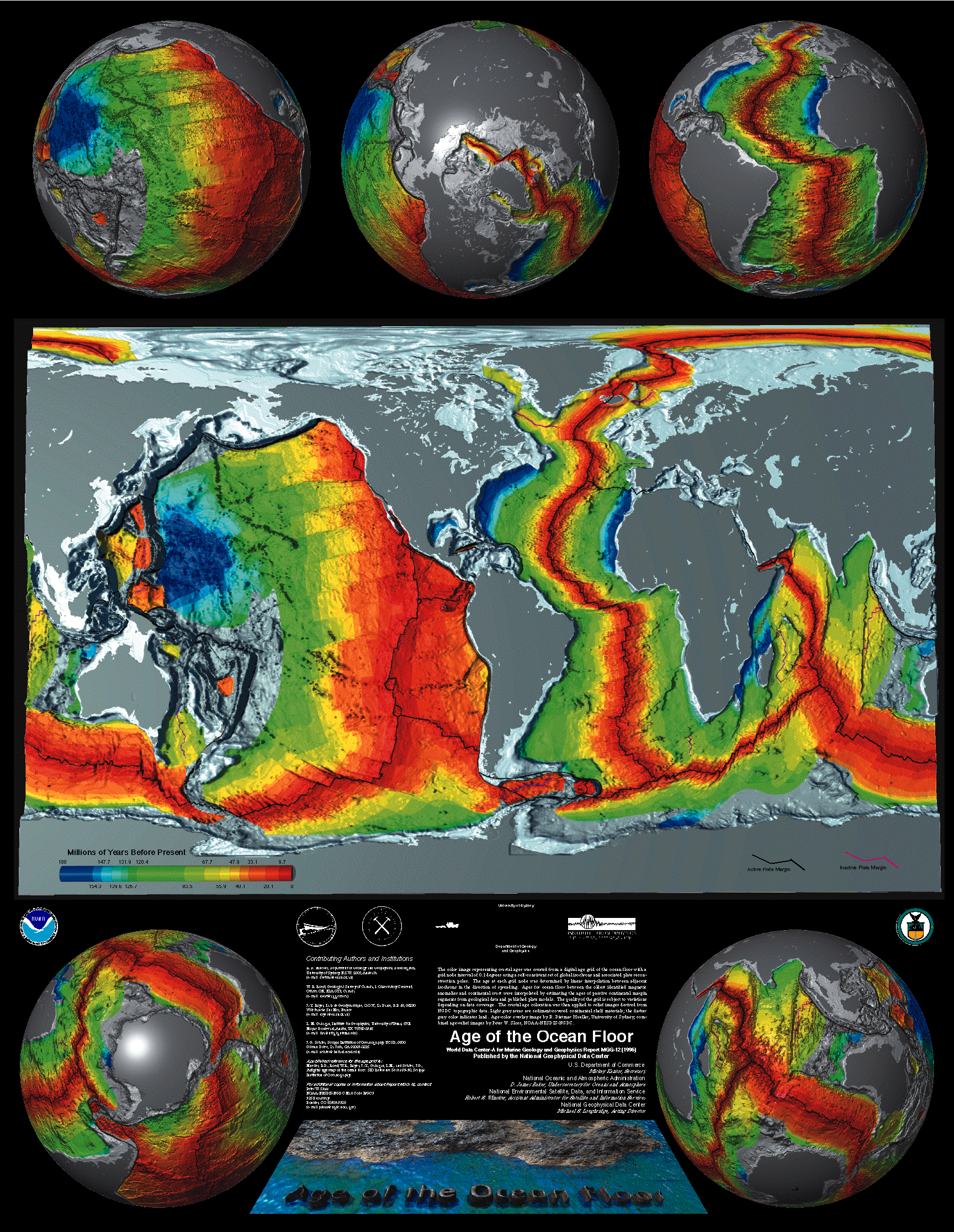
Az óceáni kéreg szétterjedése az óceánközépi hátságok felől

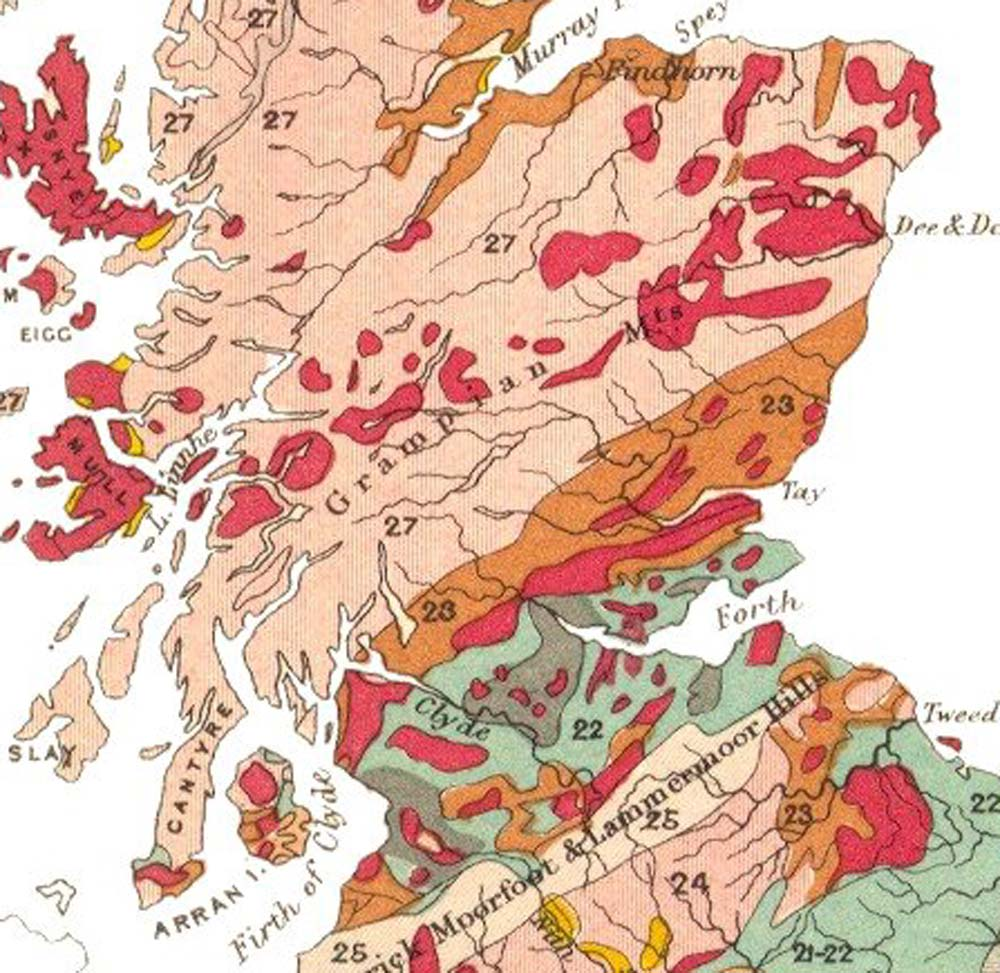
Közép-Skócia földtani térképe (jelkulcs nélkül)

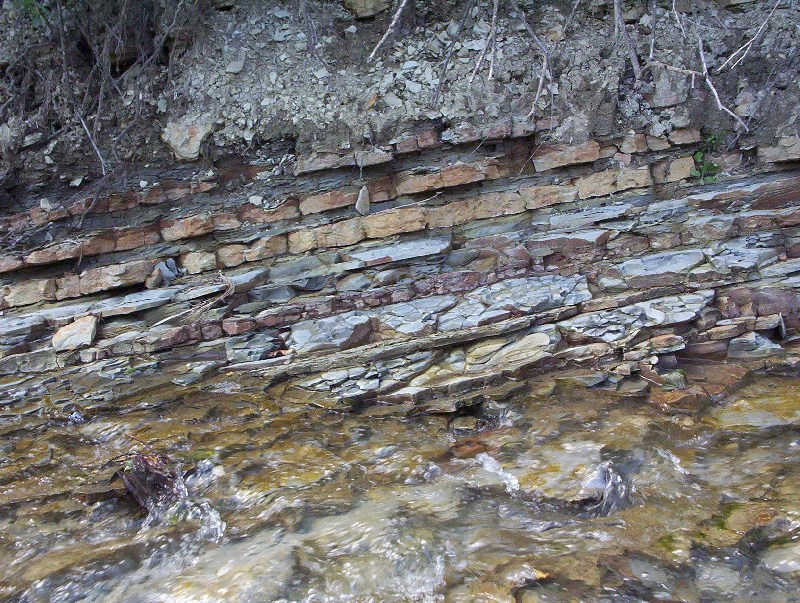
Kárpáti flis (lengyelország, Beszkidek, Komańcza közelében)

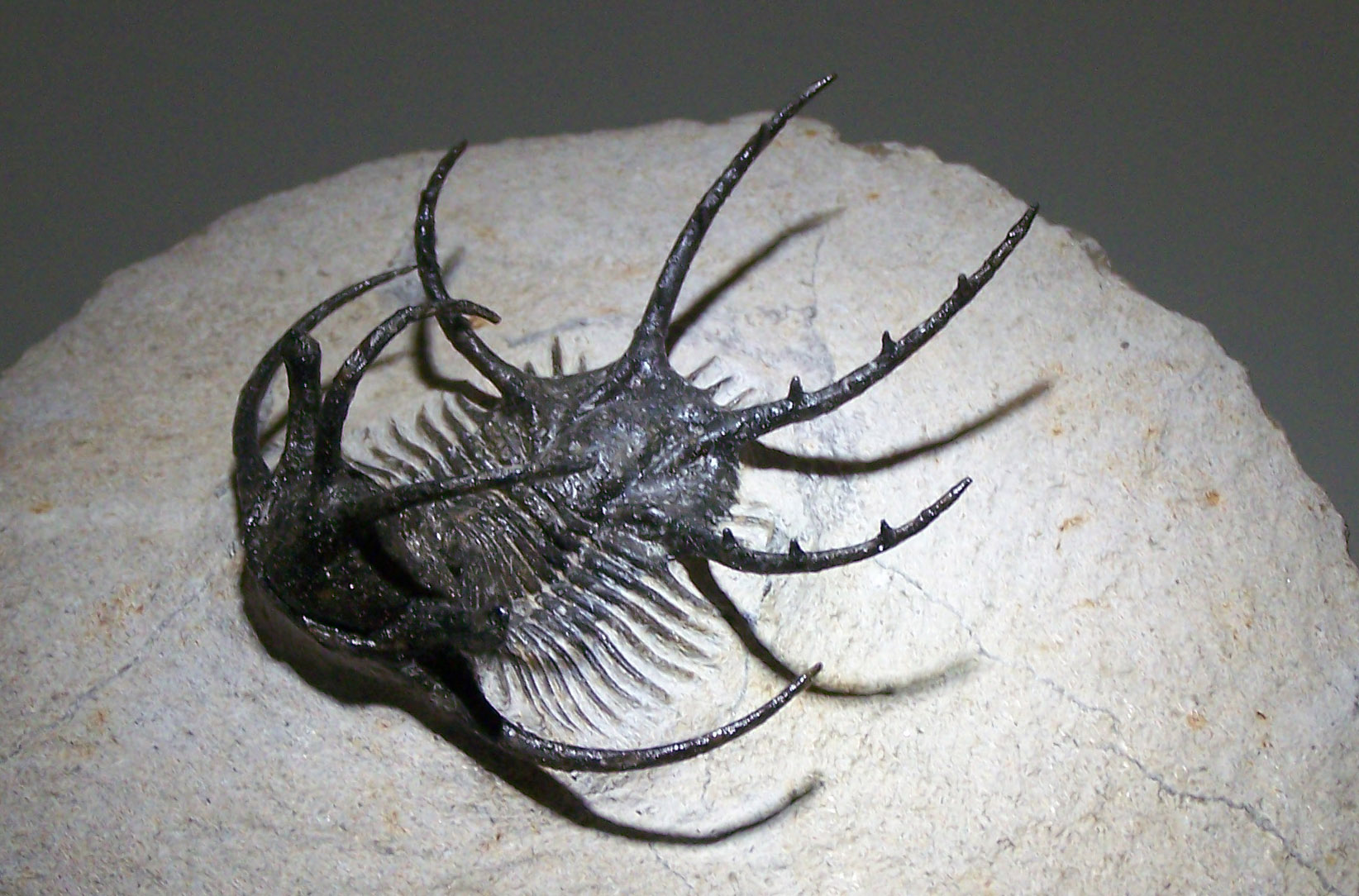
Devon korú trilobita (Ceratarges sp.) maradványa. Marokkóban, Alnif közelében találták; jelenleg a svájci Aathalban őrzik (Sauriermuseum)

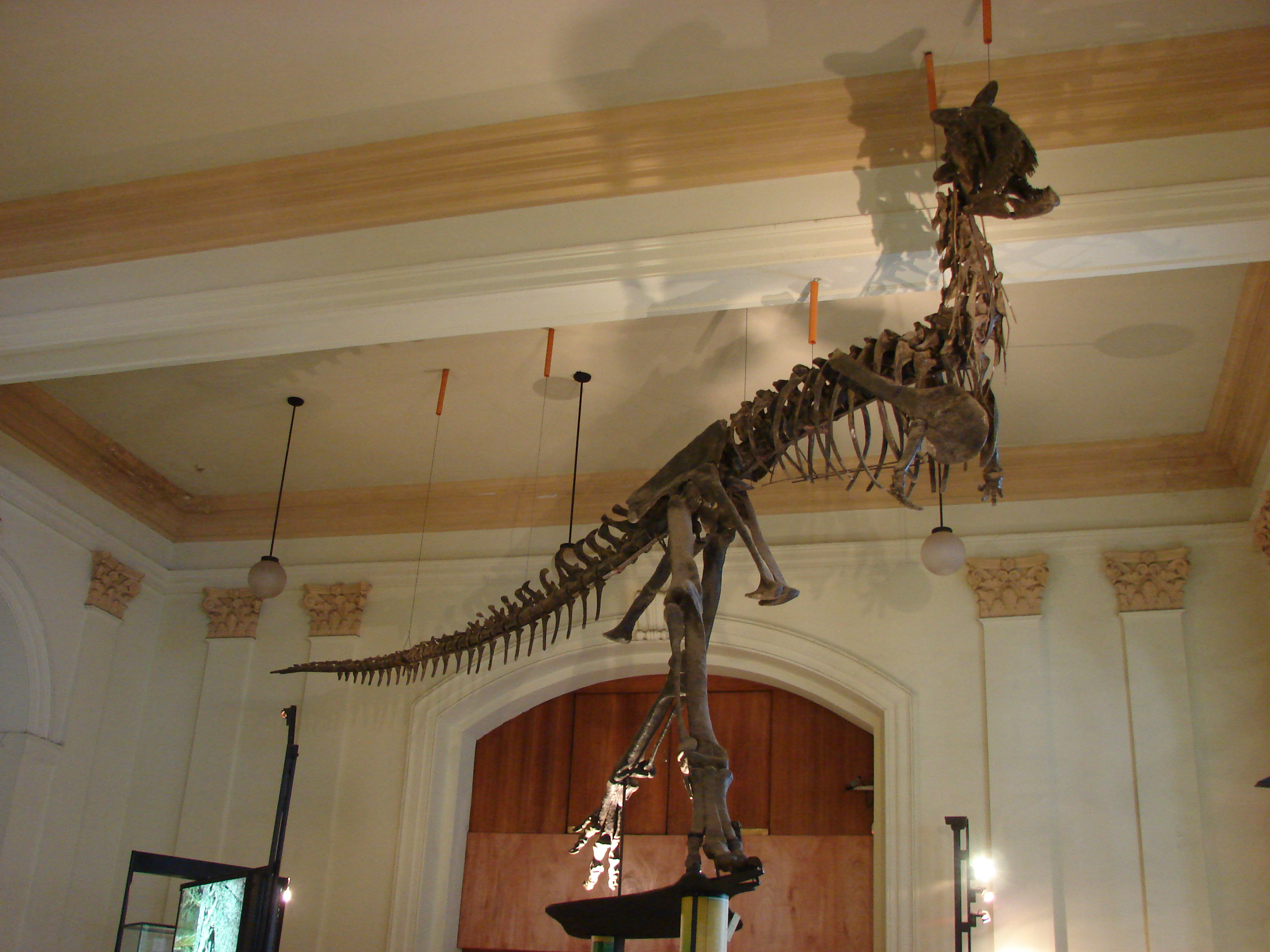
Carnotaurus sastrei maradványa (Santiago de Chile, Nemzeti Történeti Múzeum

Geológus kalapács

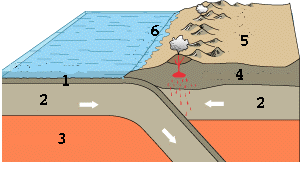
Az óceáni kéreg betolódása a kontinentális kéreg alá:
1. óceáni kéreg
2. litoszféra
3. asztenoszféra
4. kontinentális kéreg
5. vulkáni szigetív
6. mélytengeri árok

A földtan a Föld anyagi összetételét és annak kialakulását vizsgáló természettudomány. Rokon tudománya a planetológia, amely a földtan módszereit egyéb, szilárd égitestekre alkalmazza.
A földtan három fő ága:
- geológia,
- geokémia,
- geofizika.

## Kutatási módszerei, irányelvei
A földtani kutatás alapvetően induktív – ezalatt azt értjük, hogy a jelenségeket először részekre bontja, az egyes részjelenségeket külön-külön vizsgálja, majd a részeredményeket egyesítve alkotja meg a szintézist.
A tudományos vizsgálódás három fő módszercsoportja közül a földtudományban az empirikus megközelítés dominál, azaz elméleteit a jelenségek és azok következményeinek megfigyelése alapján állítja fel; az okokra rendszerint a megfigyelt következményekből következtet vissza. Az experimentális megközelítés szerepe csak egyes szűk résztudományokban (ilyen a kőzetmechanika és a mikrotektonika, a kőzettan egyes, a mélységi kőzetek keletkezését tanulmányozó ágai, a geofizika némely részterületei stb.) válik alapvetővé. A teoretikus (elméleti) megközelítés sokáig teljesen spekulatív volt, ezt az időszakot nem is tekinthetjük a tudomány mai értelmében vett földtudománynak. A 20. század második fele óta, mióta mind több elképzelést vagyunk képesek számítógépes modellekkel ellenőrizni, a teoretikus módszerek jelentősége egyre nő.
Alapvető kutatási irányelve az aktualizmus, azaz a maiság: ennek lényege az, hogy a mai folyamatok eredményeiből, termékeiből következtet arra, hogy az ősidőkből ránk maradt, hasonló termékeket is efféle folyamatok hozhatták létre. Éppen ezért az ilyen jelenségeket vizsgáló, úgynevezett aktuálgeológia és a természeti földrajz átmenete folyamatos, közöttük éles határ nem vonható (egyes vélemények szerint az egész aktuálgeológia valójában természeti földrajz). Hasonlóképp elmosódik az ősi élő szervezeteket vizsgáló paleontológia (ősdögészet, avagy mindközönségesen dögészet) és a ma élő szervezetek tudománya, a biológia határa is.

## Kialakulása, fejlődése
Az első, összefoglaló kohászati és bányászati kézikönyvet Georgius Agricola állította össze. Ezért általában Agricolát tekintik a bányászati és földtudományok megalapozójának, jól jelezve azt, hogy a 16. században a földtan még leginkább a bányászat előkészítése volt.
Mivel a földtan tárgya az esetek nagy részében tőlünk időben és/vagy térben igen távol álló, közvetlenül nem tanulmányozható, a megfigyel emberi számára túl lassú folyamat, e tudomány fejlődését egymással drasztikusan szemben álló elképzelések összecsapásai jellemezték. Ezek a viták nemzedékeken, illetve évszázadokon át tartottak, némelyiket, így például a katasztrofizmus vagy aktualizmus kérdését máig sem sikerült kellőképp részletesen tisztázni.

### Katasztrofizmus vagy aktualizmus?
A Föld fejlődését eleinte döntően egyszeri, nagy eseményekre (mint például a vízözön) vezették vissza – ez az elképzelés a katasztrofizmus.
A geológia első önálló törvényszerűségeit, az úgynevezett települési törvényeket Nicolaus Steno (1638–1686) dán fizikus fogalmazta meg, aki rámutatott arra, hogy az üledékes kőzetek egymásra rétegződő (települő) sorozataiból a Föld múltjára következtethetünk.
A geológia „atyjának” James Hutton (1726–1797) skót természettudóst szokták nevezni. Ő fogalmazta meg az uniformitarizmus elvét, kimondva, hogy az azonos folyamatok mindig ugyanolyan kőzeteket hoznak létre.
Az 1790-es években William Smith (1769–1839) felismerte, hogy az egymásra települő rétegeknek nemcsak fizikai és kémiai tulajdonságai különböznek egymástól, de ősmaradványaik is. Rájött, hogy jellemző ősmaradványaik alapján az egymástól igen messze települő kőzetek is jól azonosíthatók, majd tapasztalatai alapján összeállította Anglia első földtani térképét.
Az uniformitarizmus elvét Charles Lyell (1797–1875) fejlesztette tovább. Az aktualizmus elvének lényege, hogy a Föld múltjában ugyanazok a folyamatok hatottak, mint jelenleg – tehát a mai folyamatokat és termékeiket megfigyelve megtudhatjuk, milyen folyamatok hozták létre a múltban az ilyen típusú kőzeteket. Ezek a folyamatok nem katasztrófaszerűek: kis erők hatnak hosszú időkig.
A katasztrófaelméletet a 19. század elején alkotta meg Georges Cuvier báró (1769–1832) újította fel. Ez az elképzelés megváltozott formában (kisbolygók becsapódása stb.) máig rendszeresen felüti fejét.
Lyell eredményeire építve Johannes Walther (1860–1937) dolgozta ki (1893-ban) a fácies-korreláció elvét. Ennek lényege, hogy a parttól távolodva a tengerben más és más típusú üledékek rakódnak le. Ezek az üledékövek (fáciesek) a földtörténet minden pillanatában egymás mellett helyezkednek el, de ahogy a változik partvonal helyzete (nyomul előre vagy húzódik vissza a tenger), úgy tolódnak előre, illetve hátra ezek az övek. E mozgások eredményeként a rétegsorban az egyes üledékövekben lerakódott anyagokat egymás fölött találjuk.

### Plutonizmus vagy neptunizmus?
A 18. század tudományos vitáinak alapkérdése az volt, hogy mi is a földtani folyamatokat okozó, működtető alapvető erő? A plutonisták, mint James Hutton és nyomában Alexander von Humboldt (1769–1859) szerint ez az erő a tűz, a földkéreg mélyén elhelyezkedő magma – a neptunisták, mint például Abraham Gottlob Werner (1749–1817) szerint a víz.

### Teremtés vagy evolúció?
Az 1800-as évek második felének nagy tudományos áttörése Charles Darwinnak (1809–1882) köszönhető. Az evolúció elméletéből (1859) következik, hogy az üledékes kőzetekben talált ősmaradványok fejlődési sorokba rendezhetők, és ekképpen alkalmasak arra, hogy belőlük maguknak a kőzeteknek a képződési sorrendjét is meghatározhassuk.
Azok, akik nem tudták összeegyeztetni Darwin új tudományos igazságát és a tényeket teremtéselméleti meggyőződésükkel, eleinte tekintélyelméleti alapon tagadták az evolúció elméletét. Oktatását jogi eszközökkel és bírói ítéletekkel (daytoni majomper stb.) kívánták betiltani; azt az USA több tagállamában máig korlátozzák. Az „alternatívnak”, ráadásul „tudományosnak” feltüntetett elképzelések közül napjainkban a legdivatosabb az intelligens tervezés „elmélete”.

### Fixizmus vagy mobilizmus?
Miután bizonyították, hogy a földkéreg (pontosabban: a litoszféra egyes darabjai egymáshoz képest mozognak, a földtan alapkérdésévé az vált, hogy milyen is e mozgások alapvető jellege? A két nézetrendszer képviselőit „fixistáknak”, illetve „mobilistáknak” nevezték: a fixisták álláspontjának lényege az volt, hogy a kéregdarabok többé-kevésbé állandó (fix) helyen vannak, és az uralkodó mozgásirány a vertikális: nagy kőzetblokkok időnként lesüllyednek, illetve kiemelkednek. A horizontális elmozdulások ezekből függőleges elmozdulásokból származtathatók, és ezért jelentőségük másodlagos – a hegységek felgyűrődését az úgynevezett geoszinklinális-elmélettel magyarázták. A mobilisták éppen ellenkezőleg: a vízszintes elmozdulások szerepét vélték meghatározónak.
A 20. század közepéig a fixisták voltak meghatározó többségben. Elképzeléseikre az első komolyabb csapást Alfred Wegener (1880–1930) német meteorológus mérte, amikor kidolgozta a kontinensvándorlás elméletét – ezt azonban a szakma nagy többsége nem fogadta el. A lemezmozgások okait és folyamatát Harry Hess (1906–1969) foglalta össze. A lemeztektonika elmélete a litoszféralemezek vándorlásával egységes alapon magyarázza a kontinensek, óceánok és hegyláncok keletkezését, a földrengéseket, a vulkanizmust és egy sor más, korábban a többihez csak áttételesen kapcsolódónak vélt folyamatot.

### Milyen idős a Föld?
A 19. század elején kezdték a Föld történetét szakaszokra tagolni; ekkor nevezték el és írták le a máig érvényes geológiai korszakok tekintélyes részét (szilur, devon, perm, triász, jura, kréta stb.)
1841-ben John Phillips (1800–1874) már azt javasolta, hogy földtörténetet az ősi állatvilág fejlettsége alapján tagolják, és ehhez megalkotta a paleozoikum-mezozoikum-kainozoikum fogalomrendszerét.
A földtani képződmények abszolút korának meghatározására 1905-ben Ernest Rutherford angol fizikus javasolt használható eljárást, miután felismerte, hogy az atommagok radioaktív bomlásából (a kiinduló izotópok és a bomlástermékek arányából) következtethetünk arra, milyen régen keletkeztek az egyes kőzetek. Az ehhez szükséges érzékeny anyagvizsgáló műszert, a tömegspektrométert Francis William Ashton alkotta meg 1919-ben – Rutherford 1908-ban, Ashton 1922-ben Nobel-díjat kapott.
Az egységes földtudományból a 20. század első felében alakultak ki annak napjainkban is művelt résztudományai – a bevezetőben lesoroltakon kívül:
- rétegtan,
- kőzettan,
- ásványtan,
- tektonika,
- teleptan stb. stb.

## Rokon tudományai, határterületei
A Föld külső szféráinak jelenlegi természeti jelenségeit a természeti földrajz vizsgálja – a geológia és a természeti földrajz határterülete az általános földtan.
A kozmikus testek kialakulásának és fejlődésének tudománya a planetológia – a földtannak a Föld múltját tanulmányozó ágazata a történeti földtan.
A Föld jelenlegi élővilágát a biológia tanulmányozza, az élővilág fejlődésének szabályszerűségeit tudományosan az evolúcióelmélet írja le. A Föld élővilágának múltját, kialakulását a paleontológia vizsgálja.